# Problema della gerarchia
In fisica teorica il problema della gerarchia riguarda lo scostamento fra teoria e risultati sperimentali che si verifica quando i parametri fondamentali (le costanti di accoppiamento o le masse) di alcune lagrangiane sono molto diversi, in genere più grandi, di quelli misurati.
Ciò può accadere perché i parametri previsti da una teoria devono essere sottoposti alla rinormalizzazione, e in genere i parametri così ottenuti sono strettamente legati a quelli fondamentali, ma in alcuni casi le correzioni quantistiche dei valori effettivi portano a risultati incoerenti e vi è la necessità di una loro "cancellazione", che richiede una  gustificazione sul piano teorico. Questo anche al fine di spiegare le grandi differenze fra i valori di alcune costanti fisiche, che pongono il problema della naturalezza della teoria.  

## La massa del bosone di Higgs
In fisica delle particelle, il più importante problema di gerarchia è il motivo per cui la forza debole è 1032 volte più forte della gravità. Entrambe queste forze coinvolgono una costante della natura, la costante di Fermi per la forza debole e la costante di Newton per la gravità; se il Modello standard è utilizzato per calcolare le correzioni quantistiche della costante di Fermi, essa appare innaturalmente grande, mentre dovrebbe essere molto più vicina alla costante di Newton, a meno che non vi sia una cancellazione tra il suo valore nudo e le correzioni quantistiche ad essa applicate. 
Più tecnicamente, la domanda riguarda il perché il bosone di Higgs è molto più leggero della massa di Planck. Una possibile risposta viene fornita dalla supersimmetria. Le correzioni quantistiche associate alle nuove particelle introdotte da questa teoria cancellano esattamente quelle del Modello standard e permettono di risolvere il problema della gerarchia, ma affinché questo avvenga conservando la naturalezza della teoria, evitando cioè un aggiustamento talmente preciso da apparire artificioso (fine  tuning), è necessario che le particelle supersimmetriche abbiano massa inferiore a un certo valore, determinato dal criterio detto "di Barbieri-Giudice". Secondo questo criterio, le nuove particelle dovrebbero poter essere scoperte con l'acceleratore LHC al CERN, ma fino a questo momento gli esperimenti non hanno identificato nessuna particella supersimmetrica.

## Costanti di accoppiamento
Le costanti di accoppiamento in meccanica quantistica sono costanti proprie di ciascuna delle quattro interazioni fondamentali della natura, e  cioè l'interazione elettromagnetica, l'interazione debole, l'interazione forte e l'interazione gravitazionale. Ogni costante definisce l'intensità dell'interazione. Va notato però che nel caso delle prime tre la costante di accoppiamento varia al variare dell'energia del processo cui si riferisce; ciò sembrerebbe contraddittorio in rapporto al termine "costante", ma in realtà questo comporta che, una volta calcolato il valore della costante a una data energia, l'intensità di un'interazione diviene nota a qualsiasi livello di energia.
Recenti sperimentazioni hanno dimostrato che ad altissime energie le intensità  delle forze fondamentali assumono valori molto simili e quindi anche i valori delle tre costanti di accoppiamento sono molto vicini tra loro; ciò dà credito all'ipotesi dell'unificazione delle interazioni elettromagnetica, debole e forte e quindi all'esistenza di un'unica costante a energie elevate, non ancora raggiunte sperimentalmente. Poiché la forza gravitazionale è molto più debole, la sua costante di accoppiamento differisce grandemente dalle altre tre. Nella tabella vengono riportati simboli e valori delle costanti di accoppiamento.
| Tipo di forza    | Simbolo | Valore                                |
| ---------------- | ------- | ------------------------------------- |
| Forte            | αs      | 1                                     |
| Elettromagnetica | α       | 1/137,04 (costante di struttura fine) |
| Debole           | αw      | 10−6 (GeV)−2                          |
| Gravità          | αg      | 10−39 (GeV)−2                         |

## Rinormalizzazione
In teoria quantistica dei campi la rinormalizzazione è la procedura matematica di rimozione delle divergenze ultraviolette che nascono quando si procede al calcolo di quantità fisiche osservabili definite su uno spaziotempo continuo. In teoria delle perturbazioni tale procedura passa attraverso la ridefinizione (running) dei campi e delle costanti di accoppiamento a seconda della scala di energia considerata.
Gli integrali associati ai diagrammi di Feynman sono spesso divergenti nel limite ultravioletto, nel limite cioè in cui si includono gli impulsi integrati che tendono a infinito. Le divergenze vengono prima classificate ed eliminate "brutalmente" mediante una esplicita procedura di regolarizzazione: si procede cioè a una riformulazione matematica, spesso non fisica, della teoria in modo da rendere gli integrali, e quindi le quantità fisiche osservabili, non divergenti. Successivamente la rinormalizzazione consiste nel preciso modo di rimuovere la regolarizzazione introdotta e tornare alla teoria originaria (limite al continuo) avendo cura di mantenere finiti i valori delle quantità fisiche osservabili.
Una procedura comune di regolarizzazione è quella dell'introduzione di un cutoff nei momenti integrati. Si tratta di escludere gli impulsi elevati dagli integrali mediante un estremo di integrazione superiore (il cutoff, appunto), introdotto artificialmente e arbitrariamente. Le divergenze dell'integrale appaiono quindi come potenze o logaritmi del cutoff e possono essere rimosse ridefinendo (rinormalizzando) i campi e le costanti d'accoppiamento in maniera che dipendano dal valore del cutoff precisamente e mantenere così finiti i valori delle quantità fisiche osservabili. La procedura di rinormalizzazione, così com'è stata descritta in maniera molto semplificata, può lasciare molti dubbi di inconsistenza e circolarità del procedimento, ed effettivamente, anche storicamente, l'introduzione di queste tecniche è stato accompagnata da forti critiche e dubbi. Oggi il gruppo di rinormalizzazione è stato del tutto chiarito e trova piena giustificazione in termini di teorie efficaci. Essenzialmente si tratta della capacità che ha lo strumento matematico delle teorie di campo di affrancarsi da una descrizione fisica dettagliata al di sotto di una certa scala di lunghezze (e corrispondentemente al di sopra di una certa scala di energie) per poter dare una descrizione adeguata al di sopra di quella scala di lunghezze (al di sotto di quella scala di energie).